# SV Darmstadt 98/Saison 2012/13
Die Saison 2012/13 des SV Darmstadt 98 war die 115. Saison in der Vereinsgeschichte. In dieser wurde das Präsidium neugewählt, so wurde der Präsidentsposten von Hans Kessler an Rüdiger Fritsch übergeben.
Gegen den langjährigen Erzrivalen Kickers Offenbach konnte man alle drei Pflichtspiele in dieser Saison gewinnen: Mit zwei Siegen in der 3. Liga und einem im Halbfinale des Hessenpokals war Darmstadt dreifacher Derbysieger. Mit dem Gewinn des Hessenpokals qualifizierten sich die Lilien für den DFB-Pokal 2013/14.
Doch insgesamt verlief die sportliche Saison 2012/13 nicht zufriedenstellend. Aufstiegstrainer Kosta Runjaic wurde im September 2012 durch Jürgen Seeberger ersetzt, welcher bereits im Dezember 2012 wieder entlassen wurde, ihm folgte Dirk Schuster auf den Trainerposten. Der Kampf um den Klassenerhalt blieb bis zum Schluss spannend, das Saisonfinale 2012/13 lief auf ein „Endspiel“ am letzten Spieltag (18. Mai 2013) ausgerechnet gegen Schusters Verein der Hinrunde, den Stuttgarter Kickers, hinaus. Der Sieger der Partie hätte sich in jedem Fall den Klassenerhalt gesichert. Vor 13.600 Zuschauern endete das Spiel 1:1, was zwar den Stuttgartern, jedoch nach den Ergebnissen von den anderen Plätzen nicht dem SV 98 ausreichte. Doch trotz des sportlich verfehlten Klassenerhalts blieben die Lilien in der 3. Liga, da sie ausgerechnet für Kickers Offenbach nachrückten, welche keine Lizenz für folgende Saison in der dritten Liga erhielten. 

## Verlauf der Saison
Personell gab es in der Sommerpause 2012 elf Zu- sowie Abgänge. Regionalligaaufstiegshelden wie Oliver Heil, Sascha Amstätter, Markus Brüdigam, Fouad Brighache oder Henry Onwuzuruike spielten in den Planungen von Trainer Kosta Runjaic keine Rolle mehr, doch Spieler wie Michael Stegmayer, Benjamin Gorka, Elton da Costa oder Hanno Behrens wurden zu wichtigen Stützen des Drittligakaders. In der Saisonvorbereitung gewann man ein Tagesturnier in Frammersbach als höchstklassigster Verein.
Als man nach den ersten acht Ligaspielen nur einen Sieg, drei Unentschieden und vier Niederlagen erreichen konnte, wurde Kosta Runjaic durch Jürgen Seeberger ersetzt, unter dem sich die Lage nicht besserte: Von 13 Drittligaspielen unter Seeberger wurde zweimal gewonnen, viermal unentschieden gespielt und siebenmal verloren. Noch im Dezember 2012 wurde Dirk Schuster als dritter Trainer der Saison vorgestellt. In der Winterpause 2012/13 standen dem Abgang von Uğur Albayrak drei Neuzugänge gegenüber: Aytaç Sulu schloss sich der Mannschaft an und wusste zu überzeugen. Doch neben Stefan Hickl blieb vor allem Stürmerhoffnung Freddy Borg blass, welcher bis zum Saisonende trotz regelmäßiger Einsätze kein einziges Tor erzielen konnte.
Der SV Darmstadt 98 konnte das Hin- und Rückspiel in der 3. Liga und auch das Hessenpokal-Halbfinale gegen Kickers Offenbach gewinnen und wurde so in dieser Saison dreifacher Derbysieger gegen den langjährigen Rivalen. Insgesamt hatte das Team in der Rückrunde unter Dirk Schuster fünf Siege, sechs Unentschieden und sechs Niederlagen zu verzeichnen. Der Kampf um den Klassenerhalt blieb bis zum Schluss spannend, das Saisonfinale 2012/13 lief auf ein „Endspiel“ am letzten Spieltag (18. Mai 2013) ausgerechnet gegen Schusters Verein der Hinrunde, den Stuttgarter Kickers, hinaus. Der Sieger der Partie hätte sich in jedem Fall den Klassenerhalt gesichert. Vor 13.600 Zuschauern endete das Spiel 1:1, was zwar den Stuttgartern, jedoch nach den Ergebnissen von den anderen Plätzen nicht dem SV 98 ausreichte. Doch trotz des sportlich verfehlten Klassenerhalts blieben die Lilien in der 3. Liga, da sie ausgerechnet für Kickers Offenbach nachrückten, welche keine Lizenz für folgende Saison in der dritten Liga erhielten. Mit dem Gewinn des Hessenpokals qualifizierten sich die Lilien im Anschluss für den DFB-Pokal 2013/14.

## Personalien

### Sportliche Leitung und Vereinsführung
| Name                                         | Funktion                                                   |                           |
| Trainer- und Betreuerstab                    | Trainer- und Betreuerstab                                  | Trainer- und Betreuerstab |
| -------------------------------------------- | ---------------------------------------------------------- | ------------------------- |
| Kosta Runjaic (bis 03.09.2012)               | Cheftrainer                                                |                           |
| Jürgen Seeberger (05.09.2012 bis 17.12.2012) | Cheftrainer                                                |                           |
| Dirk Schuster (ab 28.12.2012)                | Cheftrainer                                                |                           |
| Tuncay Nadaroğlu (bis 28.12.2012)            | Co-Trainer                                                 |                           |
| Sascha Franz (ab 05.09.2012)                 | Co-Trainer                                                 |                           |
| Dimo Wache (ab 02.01.2013)                   | Torwarttrainer                                             |                           |
| Dr. med. Michael Weingart                    | Mannschaftsarzt                                            |                           |
| Dirk Schmitt                                 | Physiotherapeut                                            |                           |
| Helmut Koch                                  | Betreuer                                                   |                           |
| Utz Pfeiffer                                 | Betreuer                                                   |                           |
| Präsidium                                    |                                                            |                           |
| Hans Kessler (bis 25.09.2012)                | Präsident                                                  |                           |
| Rüdiger Fritsch (ab 25.09.2012)              | Präsident                                                  |                           |
| Rüdiger Fritsch (bis 25.09.2012)             | Vize-Präsident                                             |                           |
| Markus Pfitzner                              | Vize-Präsident                                             |                           |
| Volker Harr (ab 25.09.2012)                  | Vize-Präsident                                             |                           |
| Tom Eilers                                   | Lizenzspielerbereich                                       |                           |
| Anne Baumann                                 | Finanzen                                                   |                           |
| Wolfgang Arnold                              | Amateurabteilungen, Infrastruktur, Logistik und Sicherheit |                           |
| Uwe Kuhl (ab 25.09.2012)                     | Sportliche Entwicklung und Nachwuchsleistungszentrum       |                           |

### Kader
| Kader Saison 2012/13 | Kader Saison 2012/13 | Kader Saison 2012/13 | Kader Saison 2012/13 | Kader Saison 2012/13  | Kader Saison 2012/13 | Kader Saison 2012/13 |
| Nr.                  | Spieler              | Nat.                 | Geburtsdatum         | vorheriger Verein     | Ligaspiele           | Ligatore             |
| Torhüter             | Torhüter             | Torhüter             | Torhüter             | Torhüter              | Torhüter             | Torhüter             |
| -------------------- | -------------------- | -------------------- | -------------------- | --------------------- | -------------------- | -------------------- |
| 01                   | Jan Zimmermann       | Deutschland          | 19.04.1985           | Eintracht Frankfurt   | 38                   | 0                    |
| 22                   | Felix Martini        | Deutschland          | 15.07.1993           | 1. FC Langen          | 0                    | 0                    |
| 28                   | David Salfeld        | Deutschland          | 02.11.1990           | Rot-Weiss Frankfurt   | 0                    | 0                    |
| Abwehr               |                      |                      |                      |                       |                      |                      |
| 02                   | Julian Ratei         | Deutschland          | 12.07.1988           | TSV 1860 München      | 7                    | 0                    |
| 03                   | Michael Stegmayer    | Deutschland          | 12.01.1985           | SpVgg Unterhaching    | 38                   | 1                    |
| 04                   | Cem İslamoğlu        | Turkei               | 04.09.1980           | SV Elversberg         | 23                   | 0                    |
| 05                   | Andreas Gaebler      | Deutschland          | 17.04.1984           | SV Wilhelmshaven      | 20                   | 3                    |
| 06                   | Christian Beisel     | Deutschland          | 08.12.1982           | 1. FC Heidenheim      | 19                   | 0                    |
| 15                   | Benjamin Maas        | Deutschland          | 23.01.1989           | SpVgg Greuther Fürth  | 8                    | 0                    |
| 20                   | Aytaç Sulu           | Turkei               | 11.12.1985           | SCR Altach            | 17                   | 1                    |
| 25                   | Nikola Mladenovic    | Serbien              | 16.06.1992           | 1. FSV Mainz 05       | 1                    | 0                    |
| 26                   | Stefan Hickl         | Deutschland          | 11.04.1988           | FSV Frankfurt         | 13                   | 0                    |
| 27                   | Benjamin Gorka       | Deutschland          | 15.04.1984           | VfR Aalen             | 27                   | 1                    |
| Mittelfeld           |                      |                      |                      |                       |                      |                      |
| 08                   | Musa Karli           | Deutschland          | 27.01.1990           | SV Wilhelmshaven      | 4                    | 0                    |
| 10                   | Elton da Costa       | Brasilien            | 15.12.1979           | Kickers Offenbach     | 32                   | 2                    |
| 11                   | Sebastian Zielinsky  | Deutschland          | 21.02.1988           | Wacker Burghausen     | 33                   | 0                    |
| 14                   | Uwe Hesse            | Deutschland          | 16.12.1987           | SG Dornheim           | 33                   | 2                    |
| 17                   | Hanno Behrens        | Deutschland          | 26.03.1990           | Hamburger SV          | 31                   | 3                    |
| 18                   | Danny Latza          | Deutschland          | 07.12.1989           | FC Schalke 04         | 37                   | 4                    |
| 19                   | Marc Schnier         | Deutschland          | 07.02.1991           | Borussia Dortmund     | 8                    | 0                    |
| 23                   | Benjamin Baier       | Deutschland          | 23.07.1988           | RB Leipzig            | 24                   | 0                    |
| Angriff              |                      |                      |                      |                       |                      |                      |
| 07                   | Preston Zimmerman    | Vereinigte Staaten   | 21.11.1988           | 1. FSV Mainz 05       | 35                   | 7                    |
| 09                   | Marcus Steegmann     | Deutschland          | 04.02.1981           | TuS Koblenz           | 27                   | 5                    |
| 13                   | Rudi Hübner          | Deutschland          | 15.06.1986           | Wormatia Worms        | 9                    | 0                    |
| 16                   | Burak Bilgin         | Turkei               | 19.07.1992           | 1. FSV Mainz 05       | 2                    | 0                    |
| 21                   | Kacper Tatara        | Polen                | 20.03.1988           | Chojniczanka Chojnice | 17                   | 3                    |
| 29                   | Freddy Borg          | Schweden             | 27.11.1983           | Alemannia Aachen      | 13                   | 0                    |

### Transfers

#### Transfers Winter 2012/13
| Freddy Borg  | Alemannia Aachen |
| Stefan Hickl | FSV Frankfurt II |
| Aytaç Sulu   | SCR Altach       |

| Uğur Albayrak | Eintracht Frankfurt II |

#### Transfers Sommer 2012
| Uğur Albayrak       | Eintracht Frankfurt II  |
| Hanno Behrens       | Hamburger SV            |
| Elton da Costa      | Kickers Offenbach       |
| Benjamin Gorka      | VfR Aalen               |
| Musa Karli          | SV Wilhelmshaven        |
| Benjamin Maas       | SpVgg Greuther Fürth II |
| Felix Martini       | SV Darmstadt 98 U19     |
| Marc Schnier        | Borussia Dortmund II    |
| Michael Stegmayer   | SpVgg Unterhaching      |
| Kacper Tatara       | Chojniczanka Chojnice   |
| Sebastian Zielinsky | Wacker Burghausen       |

| Sascha Amstätter      | SV Wiesbaden           |
| Dimitry Imbongo Boele | New England Revolution |
| Fouad Brighache       | Eintracht Trier        |
| Thomas Bromma         | SV Wehen Wiesbaden II  |
| Markus Brüdigam       | Viktoria Aschaffenburg |
| Matthias Heckenberger | FC Anker Wismar        |
| Oliver Heil           | SV Babelsberg 03       |
| Christopher Hübner    | SV Wiesbaden           |
| Marko Kopilas         | FC Rot-Weiß Erfurt     |
| Henry Onwuzuruike     | SV Ebersbach           |
| Kevin Wölk            | FSV Frankfurt II       |

## Spiele

### 3. Liga
Die Tabelle listet alle Spiele des Vereins in der 3. Fußball-Liga 2012/13 auf. Siege sind grün, Unentschieden sind gelb und Niederlagen sind rot hinterlegt.
| ST | Datum              | Gegner               | Platz    | Ort                                           | Zuschauer | Ergebnis  | Tore |
| -- | ------------------ | -------------------- | -------- | --------------------------------------------- | --------- | --------- | --- |
| 1  | 21. Juli 2012      | SpVgg Unterhaching   | Heim     | Stadion am Böllenfalltor, Darmstadt           | 5.300     | 0:0 (0:0) | — |
| 2  | 28. Juli 2012      | SV Babelsberg 03     | Auswärts | Karl-Liebknecht-Stadion, Babelsberg           | 2.754     | 2:0 (1:0) | 1:0 Berzel (33.), 2:0 Koç (66.)                                                                                                 |
| 3  | 3. August 2012     | Preußen Münster      | Heim     | Stadion am Böllenfalltor, Darmstadt           | 6.200     | 2:1 (1:0) | 1:0 Hesse (17.), 2:0 Gaebler (74.), 2:1 Bischoff (88.)                                                                          |
| 4  | 8. August 2012     | Chemnitzer FC        | Auswärts | Stadion an der Gellertstraße, Chemnitz        | 5.200     | 3:1 (2:0) | 1:0 Fink (35.), 2:0 Landeka (38.), 3:0 Landeka (68.), 3:1 Behrens (88.)                                                         |
| 5  | 11. August 2012    | Wacker Burghausen    | Auswärts | Wacker-Arena, Burghausen                      | 2.410     | 1:0 (0:0) | 1:0 Thiel (88.) |
| 6  | 26. August 2012    | Hansa Rostock        | Heim     | Stadion am Böllenfalltor, Darmstadt           | 8.600     | 1:1 (1:0) | 1:0 Tatara (21.), 1:1 Quaschner (67.)                                                                                           |
| 7  | 29. August 2012    | SV Wehen Wiesbaden   | Auswärts | Brita-Arena, Wiesbaden                        | 4.569     | 1:1 (0:1) | 0:1 Gorka (37.), 1:1 Janjić (84.)                                                                                               |
| 8  | 2. September 2012  | 1. FC Heidenheim     | Heim     | Stadion am Böllenfalltor, Darmstadt           | 4.800     | 0:2 (0:0) | 0:1 Schnatterer (53.), 0:2 Heidenfelder (63.)                                                                                   |
| 9  | 15. September 2012 | Hallescher FC        | Auswärts | Erdgas Sportpark, Halle (Saale)               | 7.022     | 2:2 (2:0) | 1:0 Teixeira-Rebelo (37.), 2:0 Mast (41.), 2:1 Stegmayer (81.), 2:2 Zimmerman (87.)                                             |
| 10 | 22. September 2012 | VfB Stuttgart II     | Heim     | Stadion am Böllenfalltor, Darmstadt           | 4.500     | 3:1 (1:0) | 1:0 Hesse (16.), 1:1 Rathgeb (51.), 2:1 Gaebler (71., Elfmeter), 3:1 Behrens (75.)                                              |
| 11 | 26. September 2012 | VfL Osnabrück        | Auswärts | Osnatel-Arena, Osnabrück                      | 7.700     | 1:0 (0:0) | 1:0 Piossek (85.) |
| 12 | 29. September 2012 | Arminia Bielefeld    | Heim     | Stadion am Böllenfalltor, Darmstadt           | 5.100     | 1:3 (0:1) | 0:1 Burmeister (35., Elfmeter), 0:2 Testroet (53.), 1:2 Tatara (59.), 1:3 Hille (78.)                                           |
| 13 | 6. Oktober 2012    | Alemannia Aachen     | Auswärts | Tivoli, Aachen                                | 13.003    | 1:1 (0:0) | 1:0 Pozder (61.), 1:1 Tatara (76.)                                                                                              |
| 14 | 20. Oktober 2012   | Borussia Dortmund II | Heim     | Stadion am Böllenfalltor, Darmstadt           | 4.500     | 1:2 (1:0) | 1:0 Gaebler (13., Elfmeter), 1:1 Bajner (54.), 1:2 Baykan (89.)                                                                 |
| 15 | 27. Oktober 2012   | 1. FC Saarbrücken    | Auswärts | Ludwigsparkstadion, Saarbrücken               | 3.452     | 3:1 (2:1) | 1:0 Eggert (17.), 2:0 Ziemer (31.), 2:1 Latza (32.), 3:1 Laux (58., Elfmeter)                                                   |
| 16 | 3. November 2012   | Kickers Offenbach    | Heim     | Stadion am Böllenfalltor, Darmstadt           | 9.600     | 1:0 (1:0) | 1:0 Behrens (45.) |
| 17 | 10. November 2012  | Karlsruher SC        | Auswärts | Wildparkstadion, Karlsruhe                    | 10.219    | 2:0 (0:0) | 1:0 Hennings (73.), 2:0 Latza (75., Eigentor)                                                                                   |
| 18 | 18. November 2012  | FC Rot-Weiß Erfurt   | Heim     | Stadion am Böllenfalltor, Darmstadt           | 4.700     | 0:1 (0:0) | 0:1 Drexler (64.) |
| 19 | 24. November 2012  | Stuttgarter Kickers  | Auswärts | Gazi-Stadion auf der Waldau, Stuttgart        | 3.500     | 1:1 (0:0) | 0:1 Latza (75.), 1:1 Grüttner (90.)                                                                                             |
| 20 | 30. November 2012  | SpVgg Unterhaching   | Auswärts | Sportpark Unterhaching, Unterhaching          | 1.400     | 2:2 (0:1) | 0:1 Zimmerman (1.), 1:1 Niederlechner (77., Elfmeter), 1:2 Zimmerman (78.), 2:2 Niederlechner (90.+2)                           |
| 22 | 15. Dezember 2012  | Preußen Münster      | Auswärts | Preußenstadion, Münster                       | 6.102     | 3:0 (1:0) | 1:0 Königs (41.), 2:0 Königs (72.), 3:0 Königs (74.)                                                                            |
| 24 | 2. Februar 2013    | Wacker Burghausen    | Heim     | Stadion am Böllenfalltor, Darmstadt           | 4.100     | 0:0 (0:0) | — |
| 21 | 13. Februar 2013   | SV Babelsberg 03     | Heim     | Stadion am Böllenfalltor, Darmstadt           | 3.600     | 0:0 (0:0) | — |
| 26 | 17. Februar 2013   | SV Wehen Wiesbaden   | Heim     | Stadion am Böllenfalltor, Darmstadt           | 3.800     | 1:0 (0:0) | 1:0 Da Costa (61.) |
| 27 | 23. Februar 2013   | 1. FC Heidenheim     | Auswärts | Voith-Arena, Heidenheim                       | 6.000     | 3:0 (1:0) | 1:0 Kraus (6.), 2:0 Titsch-Rivero (72.), 3:0 Krebs (85.)                                                                        |
| 28 | 3. März 2013       | Hallescher FC        | Heim     | Stadion am Böllenfalltor, Darmstadt           | 4.700     | 1:2 (1:0) | 1:0 Sulu (12.), 1:1 Furuholm (59.), 1:2 Mast (90.+2)                                                                            |
| 29 | 9. März 2013       | VfB Stuttgart II     | Auswärts | Gazi-Stadion auf der Waldau, Stuttgart        | 610       | 0:2 (0:1) | 0:1 Zimmerman (32.), 0:2 Latza (72.)                                                                                            |
| 30 | 16. März 2013      | VfL Osnabrück        | Heim     | Stadion am Böllenfalltor, Darmstadt           | 4.800     | 1:0 (0:0) | 1:0 Zimmerman (55.) |
| 25 | 23. März 2013      | Hansa Rostock        | Auswärts | DKB-Arena, Rostock                            | 7.300     | 0:0 (0:0) | — |
| 31 | 30. März 2013      | Arminia Bielefeld    | Auswärts | SchücoArena, Bielefeld                        | 10.081    | 0:0 (0:0) | — |
| 32 | 5. April 2013      | Alemannia Aachen     | Heim     | Stadion am Böllenfalltor, Darmstadt           | 5.800     | 0:0 (0:0) | — |
| 33 | 13. April 2013     | Borussia Dortmund II | Auswärts | Stadion Rote Erde, Dortmund                   | 1.108     | 1:0 (0:0) | 1:0 Bajner (57.) |
| 23 | 17. April 2013     | Chemnitzer FC        | Heim     | Stadion am Böllenfalltor, Darmstadt           | 4.300     | 1:1 (1:1) | 1:0 Latza (3.), 1:1 Förster (35.)                                                                                               |
| 34 | 20. April 2013     | 1. FC Saarbrücken    | Heim     | Stadion am Böllenfalltor, Darmstadt           | 5.100     | 1:2 (0:0) | 0:1 Sökler (49.), 0:2 Ziemer (63.), 1:2 Steegmann (89.)                                                                         |
| 35 | 26. April 2013     | Kickers Offenbach    | Auswärts | Sparda-Bank-Hessen-Stadion, Offenbach am Main | 9.433     | 0:2 (0:1) | 0:1 Zimmerman (36.), 0:2 Steegmann (82.)                                                                                        |
| 36 | 5. Mai 2013        | Karlsruher SC        | Heim     | Stadion am Böllenfalltor, Darmstadt           | 10.300    | 0:1 (0:0) | 0:1 Çalhanoğlu (89.) |
| 37 | 11. Mai 2013       | FC Rot-Weiß Erfurt   | Auswärts | Steigerwaldstadion, Erfurt                    | 5.846     | 2:4 (2:2) | 0:1 Zimmerman (5.), 0:2 Steegmann (12.), 1:2 Öztürk (27.), 2:2 Tunjić (29.), 2:3 Steegmann (58.), 2:4 Steegmann (87., Elfmeter) |
| 38 | 18. Mai 2013       | Stuttgarter Kickers  | Heim     | Stadion am Böllenfalltor, Darmstadt           | 13.600    | 1:1 (0:1) | 0:1 Dicklhuber (11.), 1:1 Da Costa (84.)                                                                                        |

### Hessenpokal
Die Spiele im Hessenpokal 2012/13 des SV Darmstadt 98 sind nachfolgend aufgeführt. Als Drittligist war der Verein automatisch für diesen Wettbewerb qualifiziert. Als Sieger qualifizierte sich Darmstadt damit für den DFB-Pokal 2013/14.
| Runde         | Datum          | Gegner                  | Liga des Gegners | Platz   | Ort                                           | Zuschauer | Ergebnis  | Tore                                                                         |
| ------------- | -------------- | ----------------------- | ---------------- | ------- | --------------------------------------------- | --------- | --------- | ---------------------------------------------------------------------------- |
| Viertelfinale | 9. April 2013  | FC Viktoria 09 Urberach | Hessenliga (V.)  | Heim    | Stadion am Böllenfalltor, Darmstadt           | 750       | 1:0 (0:0) | 1:0 Steegmann (67.)                                                          |
| Halbfinale    | 29. April 2013 | Kickers Offenbach       | 3. Liga          | Heim    | Stadion am Böllenfalltor, Darmstadt           | 4.700     | 1:0 (1:0) | 1:0 Zimmerman (38.)                                                          |
| Finale        | 21. Mai 2013   | SV Wehen Wiesbaden      | 3. Liga          | Neutral | Sparda-Bank-Hessen-Stadion, Offenbach am Main | 2.033     | 4:0 (2:0) | 1:0 Zimmerman (39.), 2:0 Steegmann (42.), 3:0 Hesse (59.), 4:0 Behrens (81.) |

### Testspiele
Diese Tabelle führt die ausgetragenen Testspiele des Vereins in der Saison 2012/13 auf. Diese umfassen Testspiele, Benefizspiele und ein Tagesturnier. Siege sind grün, Unentschieden sind gelb und Niederlagen sind rot hinterlegt.
| Datum             | Gegner                  | Liga des Gegners                | Platz    | Ort                                             | Zuschauer | Ergebnis   | Tore |
| ----------------- | ----------------------- | ------------------------------- | -------- | ----------------------------------------------- | --------- | ---------- | --- |
| 20. Juni 2012     | SC Hassia Dieburg       | Kreisliga A Dieburg (IX.)       | Auswärts | Am Wolfgangshäuschen, Dieburg                   | 460       | 0:11 (0:4) | 0:1 Zimmerman (9.), 0:2 Gaebler (31., Elfmeter), 0:3 Zielinsky (37.), 0:4 Zielinsky (45.), 0:5 Albayrak (49.), 0:6 Karli (51.), 0:7 Karli (73.), 0:8 Hesse (76.), 0:9 Karli (79.), 0:10 Latza (87.), 0:11 Schnier (89.) |
| 28. Juni 2012     | TS Ober-Roden           | Verbandsliga Hessen Süd (VI.)   | Auswärts | Sportplatz Dr.-Walter-Kolb-Straße, Ober-Roden   | 200       | 0:4 (0:2)  | 0:1 Gaebler (34.), 0:2 Beisel (41.), 0:3 Karli (67.), 0:4 Latza (74.) |
| 30. Juni 2012     | Main-Echo-Kreisliga Elf | —                               | Neutral  | Sportpark Frammersbach                          | 350       | 0:6 1      | 0:1 Albayrak (3.), 0:2 Albayrak (9.), 0:3 Stegmayer (28.), 0:4 Albayrak (37.), 0:5 Bilgin (42.), 0:6 Albayrak (43.) |
| 30. Juni 2012     | SV Alemannia Haibach    | Bayernliga (V.)                 | Neutral  | Sportpark Frammersbach                          | 350       | 0:7 1      | 0:1 Karli (2.), 0:2 Zimmerman (3.), 0:3 Zielinsky (17.), 0:4 Zimmerman (24.), 0:5 Schnier (29.), 0:6 Latza (33.), 0:7 Da Costa (37.)                                                                                    |
| 30. Juni 2012     | Viktoria Aschaffenburg  | Regionalliga Bayern (IV.)       | Neutral  | Sportpark Frammersbach                          | 350       | 0:1 1      | 0:1 Hübner (34.) |
| 4. Juli 2012      | SC Viktoria Griesheim   | Hessenliga (V.)                 | Auswärts | Sportzentrum am Hegelsberg, Griesheim           | 500       | 0:4 (0:2)  | 0:1 Zimmerman (12.), 0:2 İslamoğlu (28.), 0:3 Latza (63., Elfmeter), 0:4 Albayrak (81.) |
| 6. Juli 2012      | FSV Frankfurt           | 2. Bundesliga                   | Heim     | Stadion am Böllenfalltor, Darmstadt             | 1.000     | 0:2 (0:1)  | 0:1 Stark (42.), 0:2 Ju-tae (82.) |
| 11. Juli 2012     | 1. FC Kaiserslautern II | Regionalliga Südwest (IV.)      | Neutral  | Sportplatz Reichelsheim (Odenwald)              | 500       | 2:1 (0:0)  | 0:1 Pokar (51.), 1:1 Zimmerman (85.), 2:1 Deul (88.) |
| 14. Juli 2012     | Wormatia Worms          | Regionalliga Südwest (IV.)      | Auswärts | Wormatia-Stadion, Worms                         | 600       | 2:0 (1:0)  | 1:0 Bauer (41., Elfmeter), 2:0 Himmel (60.) |
| 14. August 2012   | SKG Gräfenhausen        | Kreisliga B Darmstadt (X.)      | Auswärts | Sportplatz Gräfenhausen (Weiterstadt)           | 300       | 0:12 (0:5) | Tatara, Zimmerman, Behrens, Gaebler (Elfmeter), Latza, Schnier, Hübner, Albayrak |
| 18. August 2012   | 1. FCA Darmstadt        | Hessenliga (V.)                 | Auswärts | Sportgelände am Gehmer Weg, Darmstadt-Arheilgen | 500       | 0:7 (0:4)  | 0:1 Tatara (14.), 0:2 Steegmann (22.), 0:3 Zimmerman (24.), 0:4 Latza (34.), 0:5 Hübner (57.), 0:6 Schnier (70.), 0:7 Gaebler (72.)                                                                                     |
| 4. September 2012 | FV Hofheim              | Gruppenliga Darmstadt (VII.)    | Auswärts | Sportplatz Hofheim am Taunus                    | 200       | 0:3 (0:1)  | 0:1 Beisel (40.), 0:2 Bilgin (60.), 0:3 Zimmerman (80.) |
| 8. September 2012 | Eintracht Braunschweig  | 2. Bundesliga                   | Auswärts | Stadion am Salzgittersee, Salzgitter            | 500       | 0:1 (0:0)  | 0:1 Karli (63.) |
| 12. Oktober 2012  | TSG 1899 Hoffenheim     | 1. Bundesliga                   | Heim     | Stadion am Böllenfalltor, Darmstadt             | 805       | 1:2 (1:1)  | 0:1 Joselu (29.), 1:1 Albayrak (41.), 1:2 Usami (66.) |
| 7. Januar 2013    | Tokatspor               | TFF 2. Lig (III.)               | Neutral  | Sportplatz Side (Manavgat)                      | 50        | 3:1 (1:0)  | 1:0 Jakovlevski (6.), 1:1 (35.), 2:1 Hübner (49.), 3:1 Jakovlevski (73.) |
| 9. Januar 2013    | SpVgg Unterhaching      | 3. Liga                         | Neutral  | Sportplatz Side (Manavgat)                      | 120       | 2:1 (0:0)  | 1:0 Beisel (15.), 1:1 Voglsammer (25., Elfmeter), 2:1 Bilgin (75.) |
| 14. Januar 2013   | Dynamo Dresden          | 2. Bundesliga                   | Neutral  | Sportplatz Side (Manavgat)                      | 150       | 1:2 (1:0)  | 1:0 Steegmann (9., Elfmeter), 1:1 Koch (46.), 1:2 Jänicke (83.) |
| 18. Januar 2013   | SV Sandhausen           | 2. Bundesliga                   | Auswärts | Hardtwaldstadion, Sandhausen                    | 300       | 0:0 (0:0)  | — |
| 26. Januar 2013   | FC Nöttingen            | Oberliga Baden-Württemberg (V.) | Neutral  | Sportplatz Reichenbach (Waldbronn)              | 250       | 1:6 (1:1)  | 0:1 Borg (31.), 1:1 (35.), 1:2 Da Costa (57.), 1:3 Latza (64.), 1:4 Da Costa (70.), 1:5 Steegmann (78., Elfmeter), 1:6 Mladenovic (84.)                                                                                 |

## Saisonverlauf
| Spieltag | 1  | 2  | 3  | 4  | 5  | 6  | 7  | 8  | 9  | 10 | 11 | 12 | 13 | 14 | 15 | 16 | 17 | 18 | 19 | 20 | 21 | 22 | 23 | 24 | 25 | 26 | 27 | 28 | 29 | 30 | 31 | 32 | 33 | 34 | 35 | 36 | 37 | 38 |
| -------- | -- | -- | -- | -- | -- | -- | -- | -- | -- | -- | -- | -- | -- | -- | -- | -- | -- | -- | -- | -- | -- | -- | -- | -- | -- | -- | -- | -- | -- | -- | -- | -- | -- | -- | -- | -- | -- | -- |
| Spielort | H  | A  | H  | A  | A  | H  | A  | H  | A  | H  | A  | H  | A  | H  | A  | H  | A  | H  | A  | A  | H  | A  | H  | H  | A  | H  | A  | H  | A  | H  | A  | H  | A  | H  | A  | H  | A  | H  |
| Resultat | U  | N  | S  | N  | N  | U  | U  | N  | U  | S  | N  | N  | U  | N  | N  | S  | N  | N  | U  | U  | N  | N  | U  | U  | U  | S  | N  | N  | S  | S  | U  | U  | N  | N  | S  | N  | S  | U  |
| Platz    | 11 | 16 | 10 | 13 | 16 | 14 | 15 | 17 | 17 | 16 | 17 | 17 | 16 | 17 | 17 | 17 | 17 | 19 | 19 | 19 | 19 | 19 | 20 | 20 | 19 | 18 | 19 | 19 | 19 | 18 | 18 | 18 | 19 | 19 | 18 | 19 | 18 | 18 |

Legende: Spielort: H = Heim; A = Auswärts. Resultat: S = Sieg; U = Unentschieden; N = Niederlage

## Abschlusstabelle

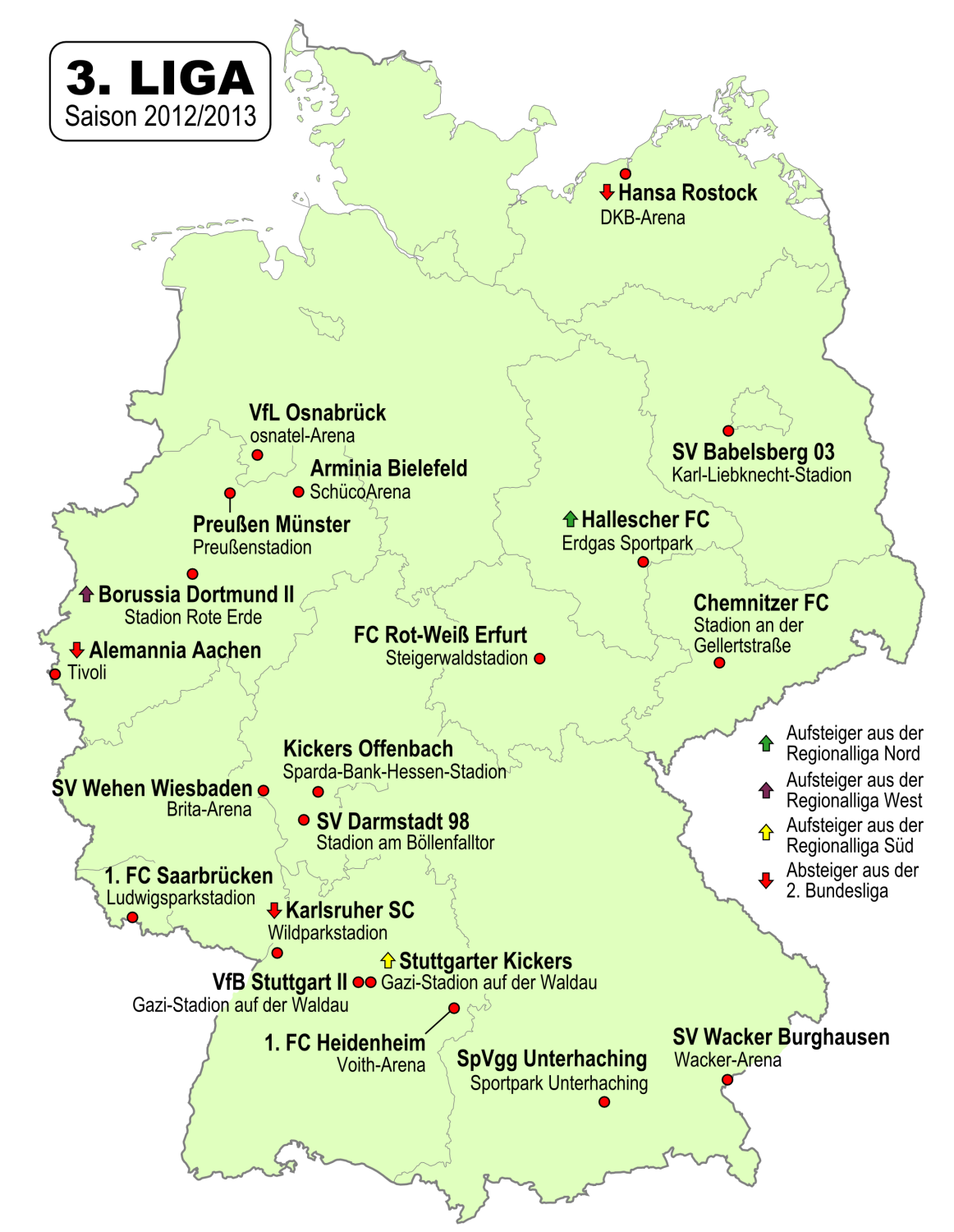
Vereine der 3. Liga, Saison 2012/13 im Überblick

| Pl. | Verein                       | Sp. | S  | U  | N  | Tore    | Diff. | Punkte | Anm.                                  |
| --- | ---------------------------- | --- | -- | -- | -- | ------- | ----- | ------ | ------------------------------------- |
| 1.  | Karlsruher SC (A)            | 38  | 23 | 10 | 5  | 069:270 | +42   | 79     | ▲ / P                                 |
| 2.  | Arminia Bielefeld            | 38  | 22 | 10 | 6  | 059:320 | +27   | 76     | ▲ / P                                 |
| 3.  | VfL Osnabrück                | 38  | 22 | 7  | 9  | 064:350 | +29   | 73     | ( ▲) / P                              |
| 4.  | Preußen Münster              | 38  | 20 | 12 | 6  | 063:330 | +30   | 72     | P                                     |
| 5.  | 1. FC Heidenheim             | 38  | 21 | 9  | 8  | 069:470 | +22   | 72     |                                       |
| 6.  | Chemnitzer FC                | 38  | 15 | 10 | 13 | 056:470 | +9    | 55     |                                       |
| 7.  | SV Wehen Wiesbaden           | 38  | 11 | 18 | 9  | 051:510 | ±0    | 51     |                                       |
| 8.  | Wacker Burghausen            | 38  | 14 | 9  | 15 | 045:450 | ±0    | 51     |                                       |
| 9.  | SpVgg Unterhaching           | 38  | 14 | 9  | 15 | 048:550 | −7    | 51     |                                       |
| 10. | Hallescher FC (N)            | 38  | 12 | 10 | 16 | 037:500 | −13   | 46     |                                       |
| 11. | 1. FC Saarbrücken            | 38  | 12 | 9  | 17 | 052:620 | −10   | 45     |                                       |
| 12. | Hansa Rostock (A)            | 38  | 11 | 11 | 16 | 039:520 | −13   | 44     |                                       |
| 13. | FC Rot-Weiß Erfurt           | 38  | 11 | 11 | 16 | 044:580 | −14   | 44     |                                       |
| 14. | VfB Stuttgart II U23         | 38  | 11 | 10 | 17 | 035:420 | −7    | 43     |                                       |
| 15. | Kickers Offenbach 1 2        | 38  | 11 | 11 | 16 | 041:440 | −3    | 42     | Rotes X oder Kreuzchensymbol für nein |
| 16. | Borussia Dortmund II U23 (N) | 38  | 9  | 14 | 15 | 039:580 | −19   | 41     |                                       |
| 17. | Stuttgarter Kickers (N)      | 38  | 10 | 10 | 18 | 039:480 | −9    | 40     |                                       |
| 18. | SV Darmstadt 98              | 38  | 8  | 14 | 16 | 032:460 | −14   | 38     |                                       |
| 19. | SV Babelsberg 03             | 38  | 9  | 10 | 19 | 032:540 | −22   | 37     | ▼                                     |
| 20. | Alemannia Aachen 3 (A)       | 38  | 7  | 10 | 21 | 040:680 | −28   | 26     | ▼                                     |

| Zum Saisonende 2011/12:               |                                                                             |
| (A)                                   | Absteiger aus der 2. Fußball-Bundesliga 2011/12                             |
| (N)                                   | Aufsteiger aus der Regionalliga 2011/12                                     |
| Zum Saisonende 2012/13:               |                                                                             |
| ▲                                     | Aufstieg in die 2. Bundesliga 2013/14                                       |
| ( ▲)                                  | Teilnahme an den Relegationsspielen gegen den 16. der 2. Bundesliga 2012/13 |
| P                                     | Teilnahme am DFB-Pokal 2013/14                                              |
| ▼                                     | Abstieg in die Regionalligen 2013/14                                        |
| Rotes X oder Kreuzchensymbol für nein | Lizenzentzug und Abstieg in die Regionalliga Südwest                        |

## Zuschauerzahlen
Folgende Tabelle bietet einen Vergleich der Zuschauerzahlen der Heim- und Auswärtsspiele des SV Darmstadt 98 im Ligabetrieb dieser Saison. Die Vereine sind nach Austragungsreihenfolge der Heimspiele nach Spieltag sortiert.
| Gegner in Heimspielreihenfolge | Heimspiel | Auswärtsspiel | Austragungsort beim Auswärtsspiel               |
| ------------------------------ | --------- | ------------- | ----------------------------------------------- |
| 1. SpVgg Unterhaching          | 05.300    | 01.400        | Sportpark Unterhaching, Unterhaching            |
| 2. Preußen Münster             | 06.200    | 06.102        | Preußenstadion, Münster                         |
| 3. Hansa Rostock               | 08.600    | 07.300        | DKB-Arena, Rostock                              |
| 4. 1. FC Heidenheim            | 04.800    | 02.600        | Wacker-Arena, Burghausen                        |
| 5. VfB Stuttgart II            | 04.500    | 00610         | Gazi-Stadion auf der Waldau, Stuttgart          |
| 6. Arminia Bielefeld           | 05.100    | 10.081        | SchücoArena, Bielefeld                          |
| 7. Borussia Dortmund II        | 04.500    | 01.108        | Stadion Rote Erde, Dortmund                     |
| 8. Kickers Offenbach           | 09.600    | 09.433        | Sparda-Bank-Hessen-Stadion, Offenbach am Main   |
| 9. FC Rot-Weiß Erfurt          | 04.700    | 05.846        | Steigerwaldstadion, Erfurt                      |
| 10. Wacker Burghausen          | 04.100    | 02.410        | Wacker-Arena, Burghausen                        |
| 11. SV Babelsberg 03           | 03.600    | 02.754        | Karl-Liebknecht-Stadion, Babelsberg             |
| 12. SV Wehen Wiesbaden         | 03.800    | 04.569        | Brita-Arena, Wiesbaden                          |
| 13. Hallescher FC              | 04.700    | 07.022        | Erdgas Sportpark, Halle (Saale)                 |
| 14. VfL Osnabrück              | 04.800    | 07.700        | Osnatel-Arena, Osnabrück                        |
| 15. Alemannia Aachen           | 05.800    | 13.003        | Tivoli (Aachen), Aachen                         |
| 16. Chemnitzer FC              | 04.300    | 05.200        | Stadion an der Gellertstraße, Chemnitz          |
| 17. 1. FC Saarbrücken          | 05.100    | 03.452        | Ludwigsparkstadion, Saarbrücken                 |
| 18. Karlsruher SC              | 10.300    | 10.219        | Wildparkstadion, Karlsruhe                      |
| 19. Stuttgarter Kickers        | 13.600    | 03.500        | Gazi-Stadion auf der Waldau, Stuttgart          |
| Im Schnitt:                    | 05.968    | 05.490        | Heimspiele: Stadion am Böllenfalltor, Darmstadt |